# Domenico Verile
Domenico Verile, detto Mimmo (Foggia, 5 agosto 1942), è un politico italiano.

## Biografia
Nato a Foggia nel 1942, ha militato politicamente nelle file della Democrazia Cristiana, partito con il quale è stato più volte eletto al consiglio comunale della sua città. Il 3 agosto 1990 venne eletto sindaco di Foggia, rimanendo in carica fino al giugno 1992, quando rassegnò le dimissioni a causa di un processo intentatogli per concussione nel quale venne poi assolto.
Dopo la dissoluzione della DC, aderì in un primo momento al Partito Popolare Italiano, risultando eletto consigliere alle amministrative del 1995. Dal 1999 al 2001 fu assessore nella seconda giunta presieduta dal sindaco Paolo Agostinacchio. Rieletto nel 2004 nella lista dell'Unione di Centro, venne riconfermato nel 2009 dopo essere passato al Popolo della Libertà. Nel 2014 fu rieletto per un ultimo mandato da consigliere per Forza Italia, passando poi l'anno successivo nel gruppo dei Conservatori e Riformisti, e ricoprì per pochi mesi l'incarico di assessore al bilancio nella giunta di Franco Landella.